# Óscar Schleyer
Óscar Juan Edgardo Schleyer Springmuller (Freire, 22 de junio de 1920 - Villarrica, 29 de enero de 1992) fue un agricultor, empresario agrícola y político chileno del Partido Nacional. 

## Biografía
Nació en Freire, el 22 de junio de 1920. Hijo de Carlos Gustavo Schleyer y Leonor Springmüller. Se casó con Ursula Hott Ehrenfeld y tuvieron seis hijos.
Realizó sus estudios primarios y secundarios en el Colegio Alemán de Temuco y en el Instituto Alemán de Valparaíso. Luego de finalizar la etapa escolar, ingresó a la Escuela Superior de Agricultura de Osorno donde se tituló de Perito Agrícola en 1940. Al año siguiente, se integró al Regimiento de Ingenieros N.°4 de Arauco para efectuar el Servicio Militar obteniendo el grado de Subteniente de Reserva.
En las elecciones municipales de 1947 fue elegido alcalde de Villarrica para el periodo 1947-1950.  Más adelante, entre 1958 y 1964, se desempeñó como intendente de la Provincia de Cautín. En 1967 fue nombrado representante de la Mesa Directiva del Partido Nacional (PN) en la Provincia de Cautín por un año.
En las elecciones parlamentarias de 1969 fue elegido diputado del PN por la Vigesimoprimera Agrupación Departamental "Temuco, Lautaro, Imperial, Pitrufquén y Villarrica, período 1969 a 1973. Integró la Comisión Permanente de Hacienda; y la de Gobierno Interior.
En las elecciones parlamentarias de 1973 se presentó a la reelección por la Vigesimoprimera Agrupación Departamental, sin resultar electo.
Falleció en Villarrica, el 29 de enero de 1992.

## Historial electoral

### Elecciones parlamentarias de 1973
- Elecciones parlamentarias de 1973 para la Provincia de Cautín[2]